# Klitsche
Klitsche là một đô thị thuộc huyện Jerichower Land, bang Sachsen-Anhalt, Đức. Đô thị Klitsche có diện tích 18,4 km², dân số thời điểm ngày 31 tháng 12 năm 2006 là 368 người.